# Sloquib Chay
Sloquib Chay är en ort i Mexiko.   Den ligger i kommunen Ocosingo och delstaten Chiapas, i den sydöstra delen av landet, 800 km öster om huvudstaden Mexico City. Sloquib Chay ligger 879 meter över havet och antalet invånare är 277.
Terrängen runt Sloquib Chay är huvudsakligen kuperad, men österut är den platt. Runt Sloquib Chay är det glesbefolkat, med 16 invånare per kvadratkilometer. Närmaste större samhälle är Ocosingo, 3,3 km nordväst om Sloquib Chay. Omgivningarna runt Sloquib Chay är en mosaik av jordbruksmark och naturlig växtlighet.